# Synchrocyclotron
Een synchrocyclotron is een cyclotron waarbij de frequentie van het elektrisch wisselveld in cycli wordt gevarieerd, dat wil zeggen gemoduleerd, om te compenseren voor de relativistische massatoename als - gedurende het versnellingsproces - de snelheid van de versnelde deeltjes in de buurt komt van de lichtsnelheid.  Dit is in afwijking van het klassieke cyclotron, waar de frequentie constant wordt gehouden. Bij het synchrochrocyclotron is slechts een enkele dee nodig (het wisselveld wordt aangelegd tegenover het geaarde apparaat als geheel of een dummy-dee). Het nadeel van een synchrocyclotron is dat de bundel deeltjes niet meer constant wordt geproduceerd, maar in korte bursts met relatief lange tussenpozen, omdat alleen ionen die uit de ionenbron komen aan het begin van een modulatiecyclus volledig het versnellingsproces kunnen doorlopen. Dit beperkt de bundelintensiteit aanmerkelijk. Het synchrocyclotron is niet meer up-to-date sinds de ontwikkeling van het isochroon cyclotron.